# Isla de Tirán
Tirán (en árabe جزيرة تيران  Jazīrat Tīrān) es una isla que fue administrada por Egipto. En 2017 el presidente egipcio, Abdel Fattah al-Sisi, cedió las islas de Tirán y de Sanafir a  Arabia Saudita, que las había reclamado históricamente.
Está situada en los estrechos de Tirán, que separa el mar Rojo del golfo de Áqaba. Su área es de 80 km². Es parte del Parque nacional Ras Muhammad.
Es de importancia estratégica en la zona, ya que constituye la parte más angosta del estrecho de Tirán, que es un paso importante a los puertos marítimos en Jordania e Israel: Aqaba y Eilat, respectivamente. Está habitada solo por personal militar de Egipto y la Fuerza Multinacional de Paz y Observadores encargada de supervisar los tratados de paz entre Egipto e Israel.

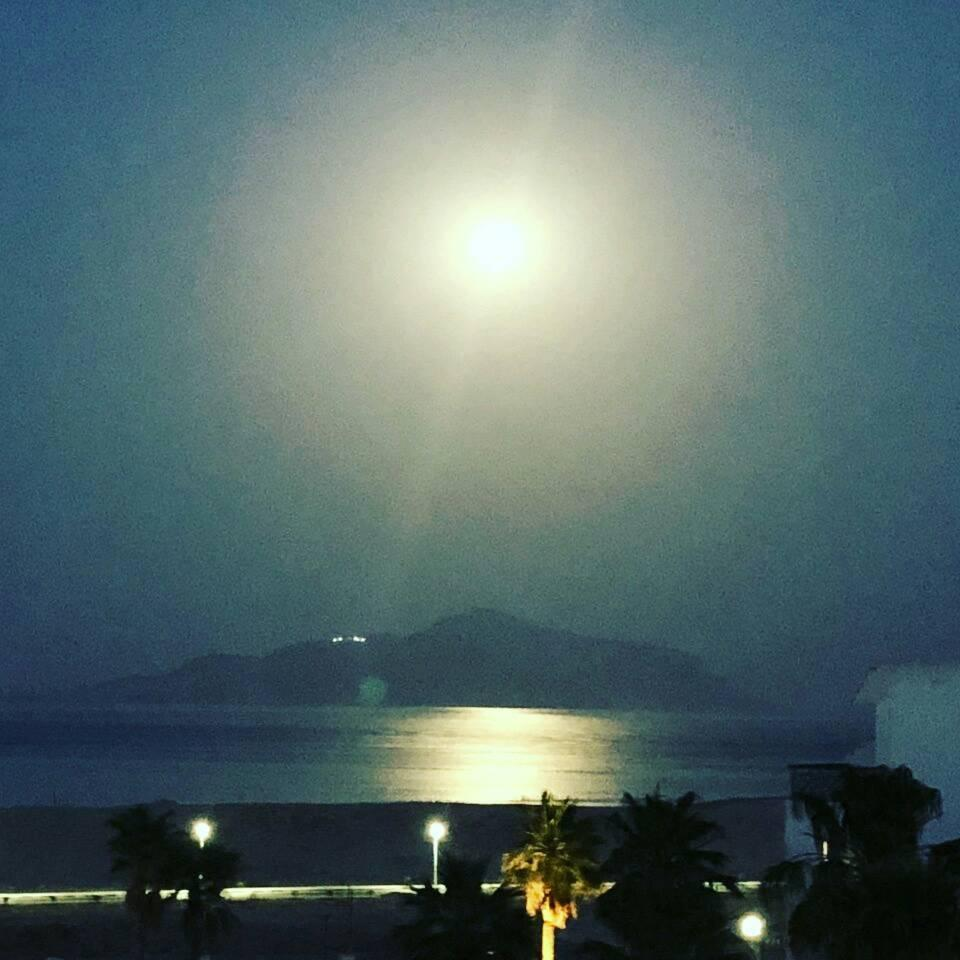

Israel tomó brevemente la isla durante la crisis de Suez y de nuevo entre 1967 a 1982, tras los acontecimientos de la guerra de los Seis Días.
Algunas fuentes informan que las playas de la isla están minadas.